# Falsapolia catula
Falsapolia catula là một loài bọ cánh cứng trong họ Cerambycidae.